# Органическая пища
Биопроду́кты (также органи́ческие проду́кты) — продукция сельского хозяйства и пищевой промышленности, изготовленная без использования (либо с меньшим использованием) синтетических пестицидов, синтетических минеральных удобрений, регуляторов роста, искусственных пищевых добавок. Внедрение «органического производства» приводит к снижению урожайности, повышению длительности изготовления и повышению цен.
В переработке и производстве готовой продукции — запрещено рафинирование, минерализация и другие приёмы, которые снижают питательные свойства продукта, а также добавление искусственных ароматизаторов, красителей (кроме тех, что определены в соответствующих стандартах).
Согласно мета-анализу 12 научных исследований, проведённому в 2009 году, не существует свидетельств благотворного влияния органической пищи на здоровье, как и свидетельств того, что между органической пищей и пищей, произведённой традиционными методами, существует разница в питательной ценности.
Урожайность органического земледелия в целом ниже интенсивного; переход на производство органических продуктов не рекомендуется для развивающихся стран;
а продолжение роста населения требует отказа от идеологии органического сельского хозяйства и использования более прагматичных методов.

## Сертификация биопродуктов
Когда речь заходит о биопродуктах и развитии их рынков, очень большую роль играет гарантийная система сертификации биопродуктов, которая включает в себя специализированные инспекционные и сертификационные органы. Эта система в своей деятельности использует как правовые нормы, устанавливающие обязательные требования в рамках государственного регулирования, так и отдельные стандарты, которые являются добровольными соглашениями — результатом достижения определённого консенсуса потребителей и производителей товаров и услуг. Таким образом, эта гарантийная система (сертификация, инспектирование и маркировка) обеспечивает соответствие стандартам всего процесса сельскохозяйственного производства биопродуктов и их переработки до уровня конечной продукции, включая её упаковку, маркировку и доставку потребителям. Сейчас преобладает тенденция замены правовых норм относительно биопродуктов стандартами, поскольку последние — более простые в применении и легче поддаются международной гармонизации, а также из-за политики дерегулирования, которая осуществляется во многих странах.
Большую роль в формировании межправительственных стандартов играет Международная федерация движений экологического сельского хозяйства (англ. IFOAM) — международная неправительственная организация, объединяющая свыше 700 активных организаций-участников в 100 странах мира. В 1980 году федерация сформулировала «Базовые стандарты IFOAM относительно производства биопродуктов и их переработки», а со временем начала осуществлять оценку сертификационных учреждений на соблюдение ими указанных базовых стандартов, используя для этого разработанный ею «Аккредитационный критерий IFOAM».
Сертификация биопродуктов осуществляется в зависимости от её рынка сбыта. Основными представленными требованиями и регулированиями в мире можно считать следующие:
- нормативы «ЕС 834/2007», «ЕС 889/2008» — для стран Евросоюза;
- National Organic Program (NOP, «Национальная Программа по Биопродуктам») — для рынка биопродуктов США,
- стандарты Japanese Agricultural Standard (JAS) [уточнить] — для рынка биопродуктов Японии;

Сертификационные требования схожи на 90-95 %, однако имеют свои национальные особенности.
Аккредитация и Сертификация по стандартам IFOAM недостаточна для достижения основных целевых рынков экологической продукции/биопродукции, а в некоторых случаях ограничена.
Для аккредитации по сертификации на соответствие различным стандартам биопродуктов (включая стандарты биопродуктов на основных целевых рынках) в мире существует ряд организаций, например Международная служба аккредитации в сфере экологического хозяйствования (англ. IOAS), основанная федерацией IFOAM. На сегодня в IOAS уже аккредитованы или находятся в процессе аккредитации 29 сертификационных учреждений из США, Европы, Японии, Австралии, Китая, стран Латинской Америки, на которые приходится около 50—60 % мирового объёма сертификационных услуг.
В настоящее время в мире пока ещё не существует единого международного стандарта производства биопродуктов. Существующие отличия в государственном регулировании биологического сельского хозяйства разных стран, а также в частных стандартах затрудняют международную торговлю такой продукцией.

## Распространение биопродуктов в мире
Производители агрессивно позиционируют биопродукты в качестве здорового питания как имеющие повышенные вкусовые качества, сохраняющие естественную среду в процессе производства, произведённую из видосоответствующе содержащихся животных, в отсутствие генетически модифицированных организмов, ионизирующего излучения, химико-синтетических веществ, поддерживающие социальные системы питания (поддержка местного производителя, формирование сообществ потребителей и т. п.). При этом продукция продается примерно на 10—50 % дороже.
По итогам 2009 года ёмкость мирового рынка биопродуктов превысила $59 млрд, а средние темпы его роста составляют около 10—15 %.
Под биологически чистое сельское хозяйство в мире отводится сравнительно большое количество земли[сколько?].
На данный момент в мире сформировались полноценные рынки биопродуктов в сегментах овощей и фруктов, молока и молочных продукты, детского питания, сельскохозяйственного сырья для переработки (прежде всего зерновые культуры).
Согласно последним данным Министерства сельского хозяйства США (USDA), на биопродукты всех видов приходится около 4 % от общего объёма американского рынка пищевых продуктов. Большая часть продаж приходится на фрукты, овощи, молочные продукты, напитки.

### Био-продукты в России
В России на государственном уровне (ГОСТ 51074-2003 официально запрещено использование маркировок «экологически чистый» на продуктах: 
3.5.1.5 Информация о таких свойствах продукта, как «Выращенный с использованием только органических удобрений», «Выращенный без применения пестицидов», «Выращенный без применения минеральных удобрений», «Витаминизированный», «Без консервантов», и других допускается только при наличии у изготовителя подтверждения указанной информации. Нанесение на пищевые продукты надписи «Экологически чистый» не допускается
В 2015 Министерство сельского хозяйства Российской Федерации разработало соответствующий проект федерального закона и вынесло его на рассмотрение Правительством РФ. 1 января 2016 года в действие вступил ГОСТ 56508-2015 «Продукция органического производства. Правила производства, хранения, транспортирования».
В августе 2018 года президент России Владимир Путин подписал закон, регламентирующий производство в РФ органической продукции. Документ вводит понятия «органическая продукция», «производители органической продукции» и «органическое сельское хозяйство» и регулирует нормы её производства, хранения, транспортировки, маркировки и реализации. Положения закона не распространяются на парфюмерию, косметику, лекарства, семена лесных растений, продукцию охоты и рыбалки (за исключением продукции аквакультуры). Предусматривается, что закон вступит в силу с 1 января 2020 года.

### Украина
Помимо производства базового сырья (зерновые культуры, бобовые, масличные культуры) для изготовления конечного продукта в последние два года активно развивается биологически чистое растениеводство — выращивание овощей, фруктов, ягод. Также динамично начала развиваться переработка био-сырья (уже есть первые сертифицированные крупы, повидло, соки, сиропы, сухофрукты, мясные продукты украинского производства).
Основные принципы и требования производству, обороту и маркировке органической продукции регулируются соответствующим законом. До принятия закона органы сертификации ориентировались на европейские правила сертификации и маркировки.

## Критика
В отчете «Consumers Union Research Team Shows: Organic Foods Really DO Have Less Pesticides», опубликованном в 2002 году, говорилось о том, что содержание остатков пестицидов в биопродуктах составило 30 % от их содержания в традиционных продуктах. В США мониторинг остатков пестицидов в продукции сельского хозяйства и пищевой промышленности осуществляют, руководствуясь Программой данных о пестицидах (Pesticide Data Program), которая входит в свод законов Министерства сельского хозяйства США. В отчете этой службы от 2005 года есть запись: «Данные свидетельствуют, что 29,5 % всех проверенных образцов биопродуктов не содержали пестицидов, в 30 % обнаружены остатки одного пестицида, в 40 % — больше одного». Целая серия дальнейших исследований различных научных учреждений подтвердила, что 25 % биопродуктов содержат остатки пестицидов. Согласно стандартам биологически-чистого земледелия, не допускается использование синтетических пестицидов, но разрешается использование специфических пестицидов, которые получены, например, из растений. Агентство по охране окружающей среды США насчитывает 195 зарегистрированных веществ-пестицидов животного, растительного или минерального происхождения, которые используются в 780 продуктах.
Правильное использование и дозирование биопестицидов значительно сложнее, чем обычных пестицидов, При использовании органических удобрений (изготовленных навоза, торфа, водорослей, компоста и т. п.) необходимы большие дозы внесения, чтобы достичь значительного эффекта, для производителя это означает большие затраты. Например, для того, чтобы вырастить одинаковое количество продукции, необходимо внести до 4 т/га органических удобрений против 1 т химических. Кроме того, повышается риск органического загрязнения вод.
Европейским законодательством, а также базовыми международными стандартами касаемо био-производства и переработки продукции, принятыми IFOAM, разрешается использование пищевых добавок (например, E—153(древесный уголь), E—170(мел), E—200(сорбиновая кислота) и тд.).
Существует опасность, исходящая от природных загрязнителей, таких как насекомые или микроскопические грибки (см. Фузариоз).
Большую роль при борьбе с опасными для человека микотоксинами играет протравливание семян и широкое использование инсектицидов, которые могут не применяться при производстве «био-продуктов».
Например, вероятность заражения обычной кукурузы некоторыми вредителями выше, чем генетически модифицированных линий кукурузы, устойчивых к гусеницам огнёвки («Bt corn»).
Согласно мета-анализу 12 научных исследований, не существует свидетельств влияния органической пищи на здоровье, как и свидетельств того, что между органической пищей и пищей, произведённой традиционными методами, существует разница в питательной ценности.
Высокая стоимость органической продукции обусловлена низкой эффективностью выращивания; органическими методами невозможно получить большие объёмы продукции. Органическое хозяйство менее эффективно использует посевные площади и требует их увеличения, например путём вырубки лесов. При органическом подходе очень вероятны потери урожаев.